# Ahmed Ali Kamel
Ahmed Ali Kamel (tiếng Ả Rập: أحمد علي كامل) (sinh ngày 21 tháng 5 năm 1986) là một tiền đạo bóng đá người Ai Cập. Hiện tại anh thi đấu cho Wadi Degla.
Kamel has also been called up by the Egyptian Coach Hassan Shehata to represent Ai Cập ở 2011 Nile Basin Tournament.

## Thống kê
| Câu lạc bộ          | Mùa giải            | Giải vô địch | Giải vô địch | Giải vô địch | Cúp     | Cúp       | Cúp      | ACL     | ACL       | ACL      | Tổng cộng | Tổng cộng | Tổng cộng |
| Câu lạc bộ          | Mùa giải            | Số trận      | Bàn thắng    | Kiến tạo     | Số trận | Bàn thắng | Kiến tạo | Số trận | Bàn thắng | Kiến tạo | Số trận   | Bàn thắng | Kiến tạo  |
| ------------------- | ------------------- | ------------ | ------------ | ------------ | ------- | --------- | -------- | ------- | --------- | -------- | --------- | --------- | --------- |
| Al-Hilal            |                     |              |              |              |         |           |          |         |           |          |           |           |           |
| 2010–11             | 11                  | 2            | 3            | 3            | 2       | 2         | 7        | 1       | 1         | 21       | 5         | 6         |           |
| Tổng cộng sự nghiệp | Tổng cộng sự nghiệp | 11           | 2            | 3            | 3       | 2         | 2        | 7       | 1         | 1        | 21        | 5         | 6         |

## Danh hiệu

### Câu lạc bộ
Zamalek SC
- Giải bóng đá ngoại hạng Ai Cập (1): 2014-2015
- Cúp bóng đá Ai Cập (2): 2013, 2014